# Limus Nunggal
Limus Nunggal is een bestuurslaag in het regentschap Bogor van de provincie West-Java, Indonesië. Limus Nunggal telt 33.416 inwoners (volkstelling 2010).